# 伊藤积分

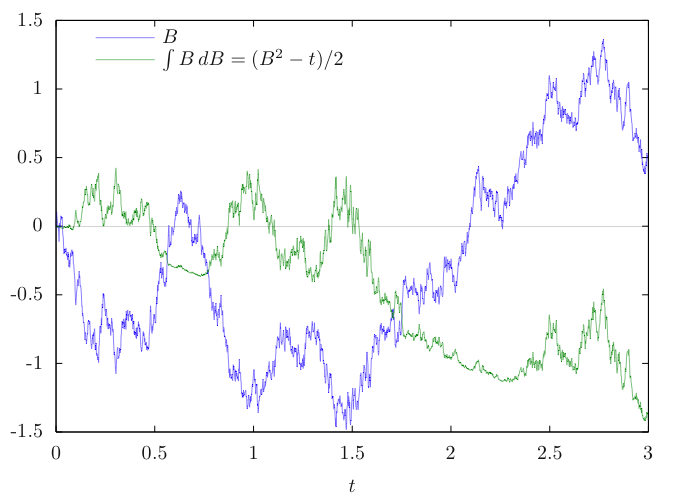
布朗运动及布朗运动的伊藤积分

伊藤微分（英語：Itō calculus）得名自日本數學家伊藤清，是將微積分的概念擴展到隨機過程中，像布朗运动（維納過程）就可以用伊藤微积分進行分析。主要應用在金融數學及隨機微分方程中。伊藤微积分的中心概念是伊藤积分，是將傳統的黎曼－斯蒂爾傑斯積分延伸到隨機過程中，隨機過程一方面是一個隨機變數，而且也是一個不可微分的函數。
藉由伊藤积分，可以將一個隨機過程（被积分函数）對另一個隨機過程（積分變數）進行積分。積分變數一般會布朗运动。從{\displaystyle 0}到{\displaystyle t}的積分結果是一個隨機變數。此隨機變數定義為一特定隨機變數序列的極限（有許多等效的方式可建構上述的定義）。
伊藤积分是对半鞅X以及随机过程H的积分
{\displaystyle \int _{0}^{t}H\,dX=\lim _{n\rightarrow \infty }\sum _{t_{i-1},t_{i}\in \pi _{n}}H_{t_{i-1}}(X_{t_{i}}-X_{t_{i-1}}).}
这里X是布朗运动，或者更广义地，是一个半鞅，H是一个适配于由X生成的筛选的，本地平方可积分的过程(Revuz & Yor 1999，Chapter IV)。布朗运动的路径无法满足应用于微积分标准技术的需求。特别地，其在任意点不可微，并且在每一个时间间隔都有无限变差。其结果是，无法用普通的方法定义积分（参考黎曼－斯蒂尔杰斯积分）。主要的创新是只要调配被积函数，就可以定义一个积分，不严格的讲，即t时刻它的值仅仅依靠此时刻之前的可用信息。
伊藤过程的重要结果包括分部積分公式和伊藤引理，即变量公式的变形。这些由于二次方差项，都与标准微积分公式不同，
股票价格和其他可交易资产的价格可以通过随机过程进行建模，例如布朗运动，或者，更经常的，几何布朗运动（参见布莱克-舒尔斯模型）。然后，伊藤随机积分代表，在时间t持有一定数量Ht的股票，对其进行连续交易的回报。这种情况下，调配H就相应于，在任何时候只使用可用信息的交易策略限制。这也阻止了通过高频交易获得无限收益的可能性：市场中每个上涨之前买入股票，每个下跌之前卖出股票。相似地，调配H的条件暗示，当作为黎曼和极限进行计算的时候，随机积分不会收敛(Revuz & Yor 1999，Chapter IV)。

## 伊藤引理
伊藤引理
{\displaystyle df(X_{t})=f'(X_{t})dX_{t}+{\frac {1}{2}}f''(X_{t})\sigma _{t}^{2}dt}

## 伊藤等距同构
{\displaystyle E((\int H_{s}dB_{s})^{2})=E(\int H_{s}^{2}ds)}

## 物理学家的伊藤积分
隨機微分方程
朗之万方程
{\displaystyle {\dot {x}}=f(x(t))+\xi (t)}
{\displaystyle \langle \xi (s)\xi (t)\rangle =\delta (s-t)}
泛函积分
{\displaystyle Z=\int D\xi P(\xi )}
{\displaystyle P(\xi )=\exp(-\int \xi ^{2}/2)}

## 有關條目
- 伊藤過程
- 伊藤引理
- 泛函积分